# Богомолов, Юрий Александрович
Ю́рий Алекса́ндрович Богомо́лов (9 марта 1937, Ленинград — 14 апреля 2023, Москва) — советский и российский киновед, кинокритик, телекритик. Кандидат искусствоведения (1976).

## Биография
Родился 9 марта 1937 года в Ленинграде. По военной специальности — авиамеханик. Служил в Заполярье.
В 1965 году окончил киноведческий факультет Всесоюзного государственного института кинематографии (мастерская Александра Грошева).
По окончании института работал научным сотрудником Госфильмофонда СССР, заведующим отделом теории и истории редакции журнала «Искусство кино».
С 1971 года являлся старшим научным сотрудником Института истории искусств (в настоящее время — Государственный институт искусствознания).
В 1976 году защитил диссертацию на соискание учёной степени кандидата искусствоведения по теме «Некоторые проблемы поэтики художественного времени на телевидении».
С октября 1998 по март 2004 года являлся заведующим отделом культуры газеты «Известия».
Выступал в печати по вопросам кино с 1964 года. Автор статей в газетах «Советская культура», «Литературная газета», «Московские новости», журналах «Искусство кино», «Советский экран», «Киноведческие записки», «Сеанс».
С 2004 по 2013 год являлся телеобозревателем в «Российской газете».
С 2005 по 2013 год являлся колумнистом в агентстве «РИА Новости».
С января 2014 по октябрь 2016 года являлся автором статей в журнале The New Times.
С декабря 2017 по январь 2021 года являлся колумнистом в журнале «Сноб».
Скончался 14 апреля 2023 года в Москве на 87-м году жизни.

### Личная жизнь
- Жена — Ольга Георгиевна Ульянова, кинокритик.
  - Дочь — Ольга Богомолова (род. 13 февраля 1971), критик, сценарист, редактор, кандидат искусствоведения[6][7].
  - Сын — Константин Богомолов (род. 23 июля 1975), режиссёр.

## Общественная позиция
В октябре 2007 года Юрий Богомолов присоединился к открытому письму семи деятелей культуры, направленному Владимиру Путину, с просьбой «ни под каким предлогом» не оставаться главой государства. «Обращение семи» (Чудакова, Юрский, Басилашвили, Болтянская, Аввакумов, Гельман, Хлебников, Драгунский) появилось в ответ на «обращение двух» (Михалков и Церетели), в котором президента призвали остаться на третий срок.
В марте 2014 года подписал письмо «Мы с Вами!» КиноСоюза в поддержку Украины и выразил своё несогласие с политикой российской власти в Крыму.
В сентябре 2020 года подписал письмо в поддержку протестных акций в Белоруссии.

## Книги
- Курьеры муз (1986)[13]
- Иосиф Хейфиц (1986)
- Михаил Швейцер (1987)
- Ищите автора! Искусство быть кинозрителем (1988)[14]
- Роман Балаян (1988)
- Михаил Калатозов: страницы творческой биографии (1989)
- Пётр Тодоровский (1989)
- Андрей Михалков-Кончаловский (1990)
- Между мифом и искусством (1999)[15]
- Хроника пикирующего телевидения. 2000—2002 (2004)[16]
- Игры в людей по-крупному и на интерес (2010)[17]

## Признание
- 2004 — Специальная премия имени Мирона Черненко Гильдии киноведов и кинокритиков России за книгу «Хроника пикирующего телевидения» (М.: МИК, 2004)[18]
- 2008 — Премия «Ника» «За вклад в кинематографические науки, критику и образование»[19]
- 2016 — Премия «Белый слон» Гильдии киноведов и кинокритиков России «За честь, достоинство и вклад в профессию»[18]